# Говда, Викас
Викас Шиве Говда (хинди विकास गौड़ा, англ. Vikas Shive Gowda; род. 5 июля 1983, Майсур, Карнатака) — индийский легкоатлет, специалист по метанию диска. Выступал за сборную Индии по лёгкой атлетике в 2002—2017 годах, победитель Игр Содружества, двукратный чемпион Азии, серебряный и бронзовый призёр Азиатских игр, действующий рекордсмен страны, участник четырёх летних Олимпийских игр.

## Биография
Викас Говда родился 5 июля 1983 года в городе Майсур штата Карнатака. Происходит из народа каннара.
Детство провёл в американском Фредерике, штат Мэриленд. Занимался метаниями под руководством своего отца Шиве, успешного тренера, который в 1988 году возглавлял индийскую олимпийскую команду легкоатлетов.
Впервые заявил о себе в лёгкой атлетике на международном уровне в сезоне 2002 года, когда вошёл в состав индийской национальной сборной и выступил на юниорском мировом первенстве в Кингстоне, где занял 8-е место в толкании ядра и 12-е место в метании диска.
Благодаря череде удачных выступлений удостоился права защищать честь страны на летних Олимпийских играх 2004 года в Афинах — на предварительном квалификационном этапе метнул диск на 61,39 метра, чего оказалось недостаточно для выхода в финал.
В 2005 году в метании диска выиграл серебряную медаль на чемпионате Азии в Инчхоне (впоследствии в связи с дисквалификацией соотечественника Анила Кумара переместился в итоговом протоколе на вторую позицию).
На Играх Содружества 2006 года в Мельбурне в толкании ядра и метании диска стал пятым и шестым соответственно. На Азиатских играх в Дохе занял шестое место среди дискоболов. Будучи студентом Университета Северной Каролины в Чапел-Хилле, выиграл первый дивизион чемпионата Национальной ассоциации студенческого спорта (NCAA).
На Олимпийских играх 2008 года в Пекине в программе метания диска показал результат 60,69 и в финал не вышел.
В 2010 году взял бронзу на Азиатских играх в Гуанчжоу, получил серебро на домашних Играх Содружества в Дели.
В 2011 году стал серебряным призёром на чемпионате Азии в Кобе, был седьмым на чемпионате мира в Тэгу.
В апреле 2012 года на соревнованиях в американском Нормане установил ныне действующий национальный рекорд Индии в метании диска — 66,28 метра. Находясь в числе лидеров индийской легкоатлетической команды, благополучно прошёл отбор на Олимпийские игры в Лондоне — на сей раз в финале метнул диск на 64,79 метра, расположившись в итоговом протоколе соревнований на восьмой строке.
После лондонской Олимпиады Говда остался действующим спортсменом на ещё один олимпийский цикл и продолжил принимать участие в крупнейших международных стартах. Так, в 2013 году он одержал победу на домашнем чемпионате Азии в Пуне, был седьмым на чемпионате мира в Москве.
В 2014 году получил серебро на Азиатских играх в Инчхоне, победил на Играх Содружества в Глазго (стал вторым индийцем в истории, сумевшим выиграть Игры Содружества — другим победителем является бегун Милка Сингх, добывший золото 56 лет назад).
В 2015 году был лучшим на чемпионате Азии в Ухане, занял девятое место на чемпионате мира в Пекине.
Выполнив олимпийский квалификационный норматив (65,00), отобрался на Олимпийские игры 2016 года в Рио-де-Жанейро — здесь метании диска показал результат 58,99 метра и предварительный квалификационный этап не преодолел.
В 2017 году добавил в послужной список бронзовую награду, выигранную на домашнем чемпионате Азии в Бхубанешваре, и вскоре завершил спортивную карьеру.
За выдающиеся спортивные достижения удостоен наград «Падма Шри», «Раджйотсава», премии «Арджуна».